# Ньюболд (Вісконсин)
Ньюболд (англ. Newbold) — місто (англ. town) в США, в окрузі Онейда штату Вісконсин. Населення — 2831 особа (2020).

## Демографія
Згідно з переписом 2010 року, у місті мешкало 2719 осіб у 1176 домогосподарствах у складі 839 родин. Було 2327 помешкань
Расовий склад населення:
| - 97,6 % — білих - 0,4 % — корінних американців - 0,3 % — чорних або афроамериканців - 0,2 % — азіатів |

До двох чи більше рас належало 1,1 %. Частка іспаномовних становила 1,3 % від усіх жителів.
За віковим діапазоном населення розподілялося таким чином: 19,3 % — особи молодші 18 років, 60,3 % — особи у віці 18—64 років, 20,4 % — особи у віці 65 років та старші. Медіана віку мешканця становила 49,1 року. На 100 осіб жіночої статі у місті припадало 104,6 чоловіків;  на 100 жінок у віці від 18 років та старших — 105,8 чоловіків також старших 18 років.
Середній дохід на одне домашнє господарство  становив 77 185 доларів США (медіана — 58 973), а середній дохід на одну сім'ю — 88 617 доларів (медіана — 69 539). Медіана доходів становила 51 953 долари для чоловіків та 34 201 долар для жінок. За межею бідності перебувало 7,2 % осіб, у тому числі 0,0 % дітей у віці до 18 років та 7,0 % осіб у віці 65 років та старших.
Цивільне працевлаштоване населення становило 1231 особа. Основні галузі зайнятості: освіта, охорона здоров'я та соціальна допомога — 18,8 %, роздрібна торгівля — 18,0 %, виробництво — 16,3 %.